# Legend of the Forgotten Reign - Chapter VI: The Last Night on the Battlefield
Legend of the Forgotten Reign - Chapter VI: The Last Night On the Battlefield è il sesto album studio della band power metal italiana Kaledon, pubblicato nel 2010 per la Scarlet Records.

## Tracce
01 The Way To Home - 4:52
02 Last Days - 3:44
03 Power In Me - 4:26
04 Coming Back To Our Land - 5:53
05 Sorumoth - 2:48
06 Surprise Impact - 4:16
07 Black Clouds - 4:38
08 Demons Away - 5:42
09 May The Dragon Be With You - 5:32

## Formazione
Alex Mele - chitarra solista
Marco Palazzi - voce
Tommy Nemesio - chitarra ritmica
Daniele Fuligni - tastiera
Paolo Lezziroli - basso
David Folchitto - batteria